# Жилой дом Скворцовой
Жилой дом Скворцовой — выявленный памятник градостроительства и архитектуры в историческом центре Нижнего Новгорода. Построен в 1891 году. Является типичным примером нижегородского деревянного дома второй половины XIX века, предназначенного для сдачи в наём.     
Дом имеет важное градостроительное значение, так как вместе с другими зданиями на улицах Короленко, Студёной, Славянской и Новой образует цельный архитектурный ансамбль исторической застройки второй половины XIX — начала XX веков — достопримечательное место ««Район улиц Короленко, Славянской, Новой».          

## История
Дом Скворцовой расположен на южной окраине исторического центра Нижнего Новгорода. С конца XVIII века по 1824 год на данной территории располагались канатные заводы. В 1839 году новым генеральным планом территория была включена в городскую, что привело к формированию на этом месте нового большого жилого района, планировку которого разработали архитектор И. Е. Ефимов и инженер П. Д. Готман в 1836—1839 годах. В ходе планировки была проложена улица Канатная (с 1928 года — Короленко). 
Дом Скворцовой представлял собой часть городской усадьбы, сложившейся в конце XIX века. В последней четверти XIX века усадьбой, состоящей из небольшого жилого дома и деревянных служб, владела вдова поручика Любовь Григорьевна Дудина. В 1891 году Дудина продала усадьбу вдове титулярного советника Авдотье Кирилловне Скворцовой. В том же году вдова получила разрешение на строительство новых двухэтажного деревянного дома и служб. Все старые постройки были снесены и на их месте выстроен существующий дом и две несуществующие сегодня хозяйственные постройки. В 1907 году владельцем усадьбы стал Николай Алексеевич Охотин.
В 2018 году главный архитектор Научно-исследовательского предприятия «Этнос» И. С. Агафонова и юрист М. И. Чуфарина подали заявление о включении дома в единый государственный реестр объектов культурного наследия. Приказом Управлениягосударственной охраны объектов культурного наследия здание было включено в перечень выявленных объектов культурного наследия. В 2020 году новым приказом Управления государственной охраны объектов культурного наследия Нижегородской области дом был признан объектом культурного наследия регионального значения.  
В том же году дом Скворцовой был отремонтирован в рамках волонтёрского движения «Том Сойер Фест». К работам было привлечено более 200 волонтёров. 

## Архитектура
В плане дом прямоугольный. Сзади к нему примыкают двухэтажные каркасные холодные сени, обшитые досками. Подвал кирпичный, оштукатурен. Этажи рублены из брёвен с остатком и обшиты калёванным тёсом, частично заменённым гладкими досками. Двускатная кровля покрыта волнистыми асбестоцементными листами, в которую со стороны улицы врезан фронтон со слуховым окном в тимпане. 
Главный фасад симметричный. Филёнчатые лопатки, закрывающие выпуски брёвен на углах и перерубах, обозначают края фасада и делят его на три части. По бокам расположены по три оси окон. В средней узкой части, завершённой фронтоном, расположен парадный вход с тремя дверными проёмами. Перед входом устроено крыльцо в виде двускатного навеса на двух столбах. Стены завершены антаблементом с подшивным карнизом большого выноса. По главному фасаду карниз поддерживают фигурные кронштейны наподобие модульонов, между которыми, во фризе, расположен двухъярусный пропильной подзор. 
Прямоугольные окна соединены подоконным профилем и оформлены одинаковыми наличниками: неширокая рамка с полосой бриллиантовой порезки и пропильными «ушками», надоконная доска завершена прямым профилированным сандриком, опирающимся на небольшие кронштейны и украшенным подзором простого рисунка. Слуховое окно в тимпане фронтона имеет пологую митровую перемычку и заключено в рамочный наличник, покрытый геометрической резьбой с рисунками косых крестов, розеток и стилизованных растительных элементов. Скаты фронтона покрыты декорированным пропильным подзором. Сохранились филёнчатые входные двери с фрамугой. 
В помещениях сохранились двустворчатые филёнчатые двери в профилированных наличниках и тянутые потолочные карнизы, внутренние профилированные наличники окон с подоконниками. В отдельных помещениях — потолочные штукатурные розетки под люстры. В каждой квартире — по две кирпичные печи, некоторые облицованы белым кафелем и украшены карнизом с растительным орнаментом. Сохранился латунный и чугунный печной прибор (вьюшки, заслонки и пр.). Лестница в тёплых сенях имеет перила на деревянных точёных балясинах.